# Lipce Reymontowskie (gmina)
Lipce Reymontowskie (do 31 grudnia 1983 gmina Lipce) – gmina wiejska w Polsce, zlokalizowana w województwie łódzkim, w powiecie skierniewickim. W latach 1975–1998 gmina administracyjnie należała do województwa skierniewickiego. Siedzibą gminy są Lipce Reymontowskie.
Według danych z 31 grudnia 2017 gminę zamieszkiwało 3298 osób.

## Historia
Gmina Lipce została utworzona 1 kwietnia 1973 w powiecie skierniewickim, w województwie łódzkim, a więc dopiero trzy miesiące po reformie wprowadzającej gminy w miejsce gromad. Powstała ona z obszaru sołectw: Chlebów, Drzewce, Lipce, Mszadla, Siciska, Wola Drzewiecka, Wólka Krosnowska i Wólka-Podlesie wyłączonych z gminy Godzianów (od gminy Godzianów odłączono tego samego dnia również – po raz drugi w historii – gminę Słupia). 1 stycznia 1984 nazwę gminy zmieniono z Lipce na Lipce Reymontowskie.

## Struktura powierzchni
Według danych z 2002 r. gmina Lipce Reymontowskie zajmuje obszar 42,7 km², w tym:
- użytki rolne: 76%
- użytki leśne: 17%

Gmina stanowi 5,65% powierzchni powiatu.

## Demografia

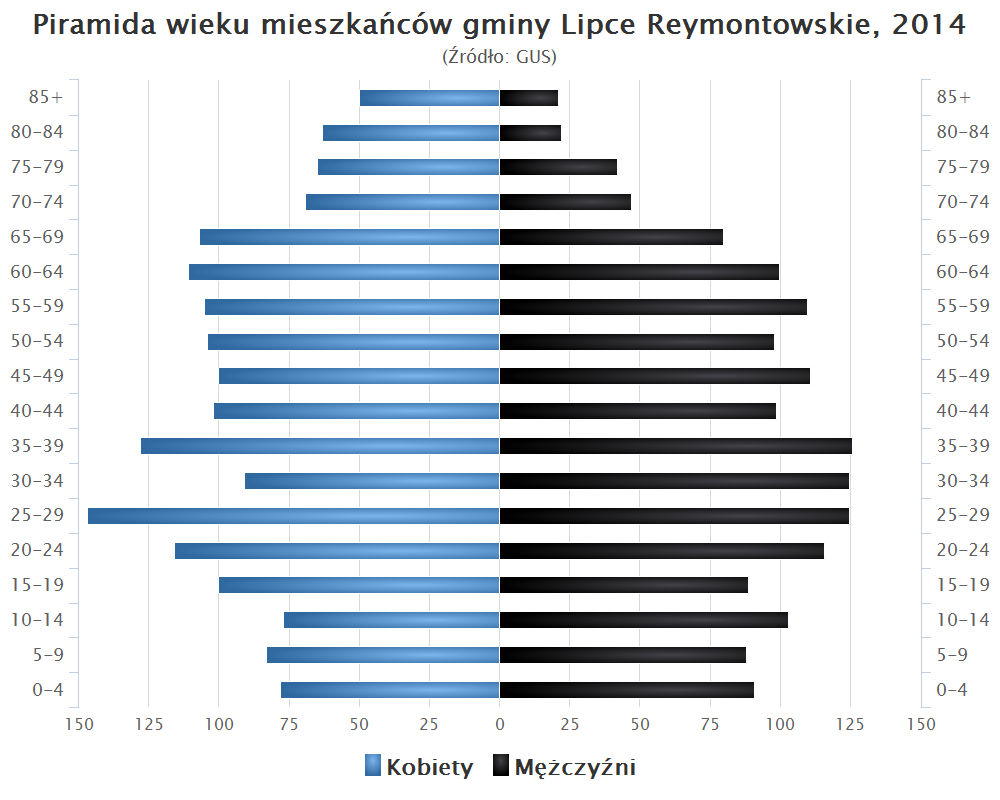
Piramida wieku mieszkańców gminy Lipce Reymontowskie w 2014 r.

Dane z 30 czerwca 2004:
| Opis                              | Ogółem | Ogółem | Kobiety | Kobiety | Mężczyźni | Mężczyźni |
| --------------------------------- | ------ | ------ | ------- | ------- | --------- | --------- |
| Jednostka                         | osób   | %      | osób    | %       | osób      | %         |
| Populacja                         | 3359   | 100    | 1733    | 51,6    | 1626      | 48,4      |
| Gęstość zaludnienia (mieszk./km²) | 79     | 79     | 41      | 41      | 38        | 38        |

## Rezerwaty przyrody
Na terenie gminy znajduje się rezerwat przyrody Bukowiec chroniący las mieszany z udziałem buka występującego przy granicy naturalnego zasięgu.

## Sołectwa
- Chlebów
- Drzewce
- Lipce Reymontowskie
- Mszadla
- Retniowiec
- Siciska
- Wola Drzewiecka
- Wólka Krosnowska
- Wólka-Podlesie

## Sąsiednie gminy
- Dmosin
- Godzianów
- Łyszkowice
- Maków
- Rogów
- Słupia

## Kultura
Wójt gminy napisał list protestacyjny do Piotra Glińskiego, ministra kultury i dziedzictwa narodowego ze skargą na studentów Akademii Sztuk Teatralnych we Wrocławiu, którzy użyli kwestii „Całe Lipce w mojej cipce” podczas spektaklu Chłopi, w reżyserii Sebastiana Majewskiego. Premiera przedstawienia nastąpiła w listopadzie 2019 r.
W Lipcach w 1932 r. powstał Amatorski Zespół Regionalny im. Wł. St. Reymonta (w skrócie AZR), jeden z najstarszych amatorskich zespołów ludowych w Polsce. Najbardziej znany jest z spektaklu „Wesele Boryny”, który wystawiono pierwszy raz w 1933 r. i tak też pierwotnie brzmiała nazwa zespołu. Przyśpiewki, dialogi, pieśni i układy taneczne z tegoż programu artystycznego rozsławiły grupę na całą Polskę. W AZR na przestrzeni lat tańczyło ok. 400 osób w różnym wieku, byli i są to głównie mieszkańcy Lipiec i okolic.
W 2023 r. działalność rozpoczął dziewczęcy kwartet znany jako Zespół Młodych Artystek z Lipiec Reymontowskich. Członkinie zespołu wykonują muzykę ludową, często z wzmiankami o Lipcach i okolicy. Laureatki 57. Ogólnopolskiego Festiwalu Kapel i Śpiewaków Ludowych w Kazimierzu Dolnym, uczennice pobliskich szkół podstawowych.